# Opinogóra Górna (gromada)
Opinogóra Górna (alt. Opinogóra-Górna) – dawna gromada, czyli najmniejsza jednostka podziału terytorialnego Polskiej Rzeczypospolitej Ludowej w latach 1954–1972.
Gromady, z gromadzkimi radami narodowymi (GRN) jako organami władzy najniższego stopnia na wsi, funkcjonowały od reformy reorganizującej administrację wiejską przeprowadzonej jesienią 1954 do momentu ich zniesienia z dniem 1 stycznia 1973, tym samym wypierając organizację gminną w latach 1954–1972.
Gromadę Opinogóra-Górna (pisownia z łącznikiem) z siedzibą GRN w Opinogórze Górnej utworzono – jako jedną z 8759 gromad na obszarze Polski – w powiecie ciechanowskim w woj. warszawskim, na mocy uchwały nr VI/10/1/54 WRN w Warszawie z dnia 5 października 1954. W skład jednostki weszły obszary dotychczasowych gromad Bogucin, Czernice, Kąty, Opinogóra Górna, Opinogóra Dolna, Opinogóra Kolonia i Zygmuntów() oraz północna część obszaru dotychczasowej gromady Elżbiecin o powierzchni 109 ha (której południowa granica przebiega od drogi łączącej na wschód drogą polną gromadę Elżbiecin z gromadą Opinogóra Grn. do szosy Pomorze-Opinogóra, natomiast wschodnia i zachodnia granica po starej granicy gromady Elżbiecin w kierunku północnym) ze zniesionej gminy Opinogóra, ponadto obszary wieś Patory z dotychczasowej gromady Załuże-Imbrzyki i wieś Rembówko() z dotychczasowej gromady Rembowo() ze zniesionej gminy Bartołdy, w tymże powiecie. Dla gromady ustalono 17 członków gromadzkiej rady narodowej.
1 stycznia 1958 do gromady Opinogóra Górna przyłączono obszar zniesionej gromady Dzbonie w tymże powiecie.
31 grudnia 1959 do gromady Opinogóra Górna przyłączono kolonie Trętowo-Połzy, Załuże-Imbrzyki i Załuże-Niemierzyce ze znoszonej gromady Wola Wierzbowska w tymże powiecie.
31 grudnia 1961, na mocy Uchwały Nr IV-19/61 z 27 września 1961, z gromady Opinogóra Górna wyłączono wsie Kołaki-Kwasy i Koterman, włączając je do gromady Szulmierz w tymże powiecie. Ostatecznie zrezygnowano z tej zmiany, ponieważ na mocy Uchwały Nr IV-19/61 z 22 listopada 1961, tego samego dnia (czyli 31 grudnia 1961) z gromady Szulmierz wyłączono wsie Kołaki-Kwasy i Koterman, włączając je z powrotem do gromady Opinogóra Górna w tymże powiecie (na uwagę zasługuje fakt, że późniejsza uchwała nie cofnęła tej pierwszej, jedynie "włączyła" z powrotem te miejscowości do ich pierwotnej gromady, mimo że data projektowanego manewru nie weszła nawet w życie).
31 grudnia 1962 do gromady Opinogóra Górna przyłączono wsie Chrzanowo, Chrzanówek, Elżbiecin i Władysławowo z gromady Gostkowo w tymże powiecie.
1 stycznia 1969 do gromady Opinogóra Górna włączono wieś Pomorze ze zniesionej gromady Gostkowo w tymże powiecie.
Gromada przetrwała do końca 1972 roku, czyli do kolejnej reformy gminnej. 1 stycznia 1973 w powiecie ciechanowskim reaktywowano gminę Opinogóra Górna (do 1954 w brzmieniu gmina Opinogóra).